# Gottlieb Frowein
Gottlieb Frowein (* 17. September 1827; † 27. April 1907 in Bergerhof bei Radevormwald, Nordrhein-Westfalen) war ein deutscher Unternehmer und Fabrikant.

## Leben

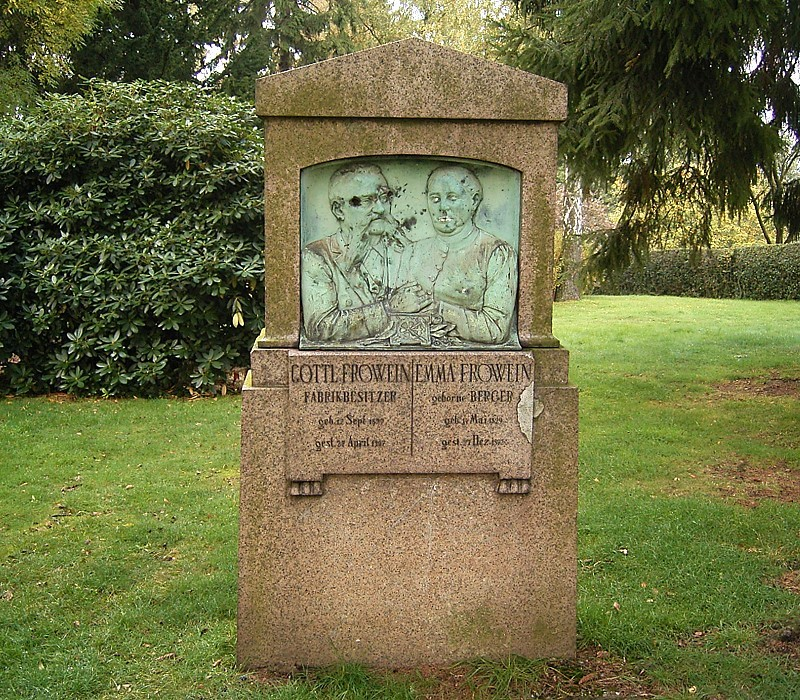
Gedenkstein im Froweinpark bei

Im Jahr 1857 gründete Frowein in Bergerhof die Feilenfabrik Frowein, die lange Zeit der älteste metallverarbeitende Betrieb in Radevormwald war und erst seit 1999 als Frowein, Schulz & Braun GmbH in Hilden angesiedelt ist.
Neben Raspeln und Feilen baute das Unternehmen tonnenschwere Feilenhaumaschinen, die weltweit exportiert wurden. Der Sohn Hermann Frowein war zudem Mitbegründer der weiteren Bergerhofer Unternehmen Bismarckwerk und Titan-Elektromotoren.
Frowein war mit Emma geb. Berger (* 14. Mai 1829; † 23. Dezember 1892) verheiratet.

## Ehrungen
Frowein erhielt im Jahr 1894 die Ehrenbürgerwürde von Bad Kissingen, wohl wegen seiner sehr häufigen Besuche in der Kurstadt. In Radevormwald sind die Froweinstraße und der Froweinpark nach ihm benannt.